# Чорнокнижник (фільм)
Чорнокнижник (англ. Warlock) — американський містичний фільм жахів 1989 року режисера Стіва Майнера.

## Сюжет
У 1691 році в Бостоні, штат Массачусетс, мисливець на відьом Джайлз Редферн потрапляє в полон до мисливця на відьом Джайлза Редферна. За свою діяльність, у тому числі за смерть дружини Редферна, Чаклуна засуджують до смертної кари, але сатана переносить його в часі до Лос-Анджелеса кінця 20-го століття, штат Каліфорнія. Редферн слідує за ним через портал.
Коли Чаклун приземляється в будинку офіціантки на ім'я Кассандра та її сусіда по кімнаті Чеса, його приймають у себе. Поки Кассандри немає вдома, Чаклун вбиває Чеса. Чаклун стикається з фальшивою ясновидицею, обманом змушуючи її дозволити Сатані заволодіти собою, і той наказує йому зібрати Великий Гримуар - книгу, розділену на три частини, яка може відмінити Творіння. Вирвавши очі екстрасенса і використавши їх як компас, Чаклун знаходить першу частину Великого Гримуару, заховану під антикварним столом у квартирі Кассандри.
Там він накладає на неї прокляття старіння і забирає її браслет. Редферн прибуває з "відьомським компасом", щоб вистежити Чаклуна. Після того, як Редферн пояснює деякі основні правила відьом і чаклунів, наприклад, їхню слабкість до очищеної солі, Кассандра йде за ним, щоб повернути браслет, який дозволить їй знову стати молодою. Чаклун здобуває здатність літати, вбивши нехрещену дитину.
Редферн і Кассандра переслідують чаклуна до сільської хати менонітської родини, де чаклун знайшов другу частину Гримуару. Після битви з Редферном чаклун намагається втекти, але його збиває флюгер, зроблений з холодного заліза. Редферн, Кассандра і подружжя менонітів намагаються зв'язати його кайданами, щоб він не зміг використати свою силу, але Чаклун накладає на фермера-меноніта пристріт, а потім тікає пішки.
Редферн дає Кассандрі освячений молоток, яким вона забиває цвяхи у сліди чаклуна, поки він і дружина фермера несуть хворого фермера назад до будинку. Поки чаклун скидає кайдани, Кассандра забиває цвяхи в його сліди, завдаючи чаклунові агонії. Він тікає потягом, але Кассандра знаходить свій браслет і повертає собі молодість. Фермер страшенно поранений, але Редферн залишає йому ліки у вигляді бронзових ключів. Кассандра переконує його йти далі, коли Редферн розповідає їй, що Чаклун має намір знищити всесвіт.
Вони йдуть за Чаклуном до Бостона, де останній шматок Гримуару має бути похований на священній землі. Вони прибувають до церкви, де зберігається Гримуар, і попереджають пастора, що за ним прийде чаклун. Пастор запевняє Редферна і Кассандру, що книга закопана у священній землі, і направляє їх на цвинтар. Кассандра розуміє, що через будівництво багато трун було перенесено на частину цвинтаря, яка не є освяченою землею. Вони знаходять труну Редферна і розбивають її, щоб дістати Гримуар, коли приходить Чаклун, який змусив пастора розповісти про місцезнаходження книги, погрожуючи, що у його дружини буде викидень.
Редферн несе книгу на освячену землю, але чаклун погрожує вбити Кассандру, якщо Редферн не принесе йому книгу. Редферн викликає чаклуна на чесний поєдинок без зброї та магії, і чаклун погоджується. Він кидає Кассандру в озеро, і вони з Редферном б'ються. Чаклун отримує перевагу, і Редферн шахраює, кидаючи в обличчя чаклуна землю зі священного місця. Порушивши правила, чаклун використовує свої магічні здібності, щоб підкорити Редферна і заволодіти останньою третиною Грімора, а ім'я Бога з'являється на книзі.
Перш ніж Чаклун зможе використати Гримуар, щоб вимовити ім'я Бога навпаки, Кассандра встромляє йому в шию шприц, який вона використовує для ін'єкцій інсуліну і який вона наповнила солоною водою з озера. Горло чаклуна запечатується, і він спалахує вогнем. Редферн і Кассандра прощаються, перш ніж Редферн повертається у свій час. Кассандра ховає Гримуар посеред Бонневільських солончаків.

## У ролях
| Актор           | Роль            |
| --------------- | --------------- |
| Джуліан Сендс   | Чорнокнижник    |
| Лорі Сінгер     | Кассандра       |
| Річард Грант    | Джайлз Редферн  |
| Мері Воронов    | Channeler       |
| Кевін О'Браєн   | Чез             |
| Річард Касс     | Менноніт        |
| Аллан Міллер    | детектив        |
| Анна Левайн     | дружина Пастора |
| Девід Карпентер | Пастор          |
| Кей Е. Кьютер   | Проктор         |
| Йен Еберкромбі  | магістрат 1     |
| Кеннет Дензігер | магістрат 2     |
| Арт Сміт        | писар           |

| Актор          | Роль                   |
| -------------- | ---------------------- |
| Роберт Бріз    | тюремник               |
| Френк Рензуллі | таксист                |
| Брендон Колл   | хлопчик                |
| Ненсі Фокс     | мати хлопчика          |
| Гаррі Джонсон  | фермер                 |
| Джулі Буркхарт | невістка               |
| Роб Полсен     | оператор АЗС           |
| Пітер Шерайко  | поліцейський           |
| Джил Роланд    | касир                  |
| Мета Кінг      | бортпровідник          |
| Білл Даннем    | залізничний службовець |
| Венді Файнер   | пасажир                |

## Цікаві факти
- Правами на фільм володіла компанія Роджера Кормена, але після того, як вона пішла на дно, фільм поклали на полицю. Тільки в 1990 році «Trimark» випустила фільм на широкі екрани.
- Фільм знімався в штаті Юта (те саме соляне озеро у фіналі картини), у містах штату Массачусетс — Бостоні і Плімуті, а також в м. Лос-Анджелесі (штат Каліфорнія).
- Картина була закінчена ще в 1988 році, ставши одним з останніх фільмів кінокомпанії «New World Pictures», перш, ніж та збанкрутувала.
- За мотивами фільму в 1994 році була випущена однойменна відеогра — Warlock.

## Саундтрек
| Список треків | Список треків       | Список треків |
| #             | Назва               | Тривалість    |
| ------------- | ------------------- | ------------- |
| 1.            | «The Sentence»      | 4:12          |
| 2.            | «Ill Wind»          | 2:11          |
| 3.            | «Time Warp»         | 1:33          |
| 4.            | «The Ring»          | 2:32          |
| 5.            | «Like a Father»     | 2:06          |
| 6.            | «The Trance»        | 6:19          |
| 7.            | «Old Age»           | 4:14          |
| 8.            | «The Rope»          | 0:51          |
| 9.            | «Growing Pains»     | 5:48          |
| 10.           | «He Was Here»       | 2:57          |
| 11.           | «The Weather Vane»  | 5:09          |
| 12.           | «Nails»             | 4:32          |
| 13.           | «The Terminal»      | 1:28          |
| 14.           | «A Witch Among Us»  | 4:13          |
| 15.           | «The Uninvited»     | 5:01          |
| 16.           | «The Headstone»     | 2:39          |
| 17.           | «Salt Water Attack» | 8:52          |
| 18.           | «The Salt Flats»    | 7:25          |
| 72:02         |                     |               |